# Eupithecia feliscaudata
Eupithecia feliscaudata là một loài bướm đêm trong họ Geometridae.